# كليفورد جوردن
كليفورد جوردن (بالإنجليزية: Clifford Jordan)‏ هو عازف جاز أمريكي، ولد في 2 سبتمبر 1931 في شيكاغو في الولايات المتحدة، وتوفي في 27 مارس 1993 في مانهاتن في الولايات المتحدة بسبب سرطان الرئة.

## وصلات خارجية
- كليفورد جوردن على موقع ميوزك برينز (الإنجليزية)
- كليفورد جوردن على موقع أول ميوزيك (الإنجليزية)
- كليفورد جوردن على موقع ديسكوغز (الإنجليزية)